# 可可西里山
可可西里山，位于中国青藏高原，地跨西藏自治区与青海省，是昆仑山脉的南支脉，为东西走向。总长度约500千米，平均海拔约6000米。可可西里山主峰为岗扎日，海拔6305米。可可西里山是长江源头之一楚玛尔河的发源地。
35°20′28″N 91°00′33″E / 35.341°N 91.0093°E